# ستيف كارسون
ستيف كارسون (بالإنجليزية: Steve Carson)‏ هو مخرج أيرلندي، ولد في 1968 في بلفاست في المملكة المتحدة.